# Semproni Bles
Semproni Bles (llatí: Sempronius Blæsus) va ser un magistrat romà. Formava part de la gens Semprònia, i era de la família dels Bles, d'origen plebeu. Es desconeix quin praenomen tenia i si tenia cap agnomen.
Era qüestor l'any 217 aC amb el cònsol Gneu Servili Gemí i va morir juntament amb un miler d'homes, quan feien un atac amb les seves naus per la costa africana en aquell mateix any.